# Pinghe
Pinghe léase Ping-Jé (en chino:平和县, pinyin:Pínghé xiàn, lit:apacible) es una localidad de la ciudad-prefectura de Zhangzhou en la provincia de Fujian, República Popular China, con una población censada en noviembre de 2010 de 498 533 habitantes.
Se encuentra situada en el sur de la provincia, cerca de la frontera con la provincia de Guangdong y de la costa del mar de China Meridional.